# Hoghiz
Hoghiz (en allemand: Warmwasser, en hongrois: Olthéviz) est une commune roumaine du județ de Brașov, dans la région historique de Transylvanie.

## Géographie
Hoghiz est située dans la partie centre-nord du comté de Brașov, à 46 km du centre-ville de Brașov, et à 10 km de la ville de Rupea, au pied des monts Perșani. 
Elle est composée des six villages suivants :
- Bogata Olteană
- Cuciulata
- Dopca
- Fântâna
- Hoghiz, siège de la commune
- Lupșa

## Monuments et lieux touristiques
- Église réformée de Hoghiz (construite en 1749), monument historique[2]
- Église Cuvioasa Parascheva de Ciciulata (construite entre 1784-1791), monument historique
- Église en bois Cuvioasa Parascheva du village Cuciulata (construite entre 1700-1752), monument historique
- Château Kalnoky de Hoghiz (construite auw XIIIe et XIVe siècles), monument historique
- Château Haller de Hoghiz (construite aux XIVe et XIXe siècles), monument historique
- Château Guthman-Valenta de Hoghiz (construite aux XVIe et XVIIIe siècles), monument historique
- Maison Aron Pumnul du village Cuciulata (construite au XIXe siècle), monument historique
- Camp romain de Hoghiz
- Site archéologique Stogul lui Coțofan, Cuciulata
- Site archéologique Pleșița Pietroasă, Cuciulata
- Réserve naturelle Pădurea Bogății, aire protégée avec une superficie de 6 329 ha
- Réserve naturelle Cotul Turzunului avec une superficie de 0,20 ha
- Réserve naturelle Cheile Văii Mari - Dopca (2 ha)